# Taxidèrmia

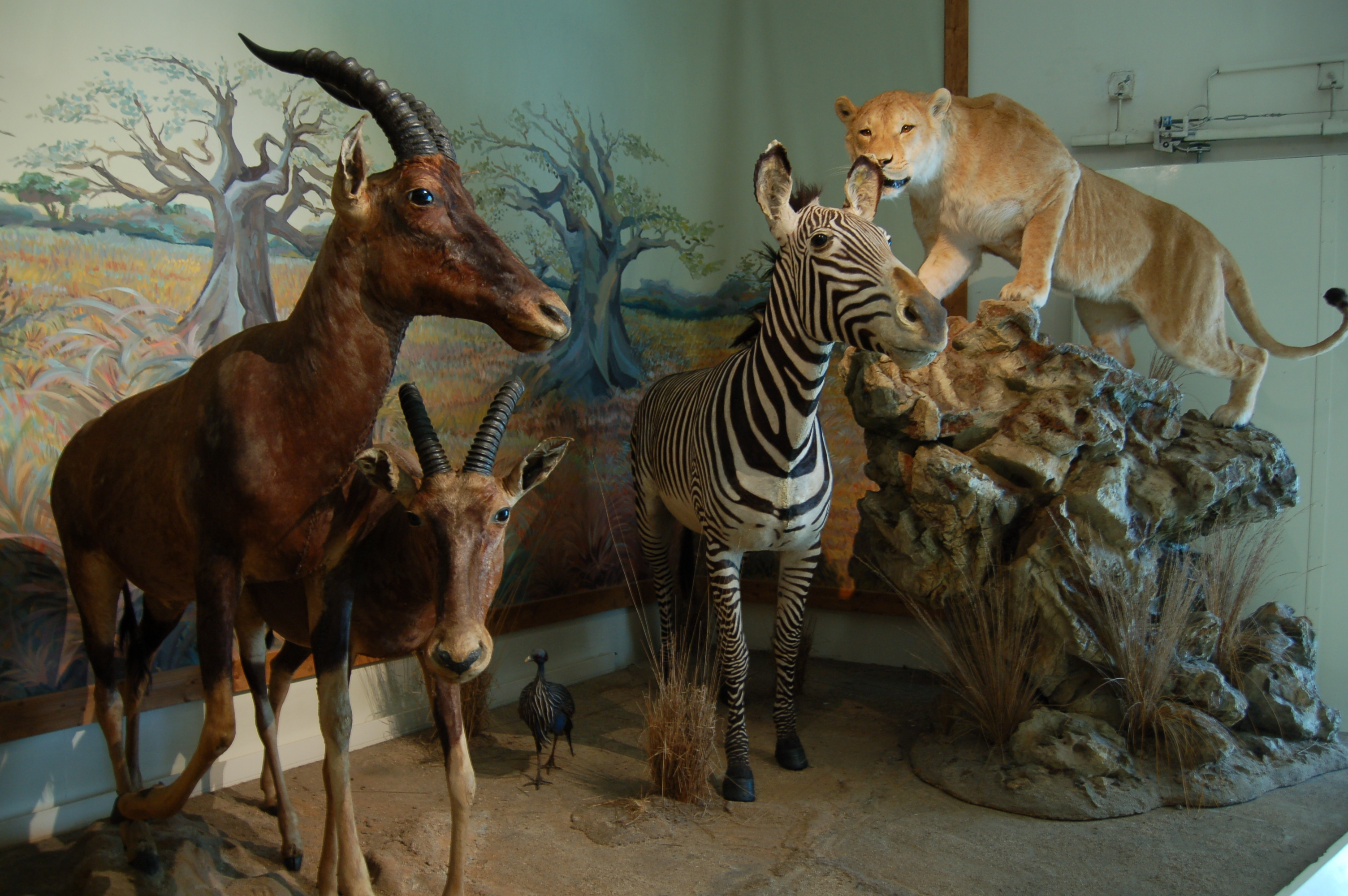
Animals naturalitzats.

Es defineix taxidèrmia (del grec «arranjament o col·locació de la pell») com a l'art de preparar animals morts per a conservar-los el més de temps possible amb aparença de vius i facilitar així la seva exposició i estudi. D'aquesta preparació se'n diu «naturalitzar», o també «dissecar». El terme «dissecar» no s'ha de confondre amb els termes «disseccionar» (veure Dissecció) ou «vivissecionar» (veure Vivisecció).
Tota mena de tàxons poden ésser dissecats : mamífers, ocells, peixos, rèptils, amfibis…
Els mètodes emprats pels denominats taxidermistes han millorat força durant el passat segle, fent possible un estat de l'art més avançat. D'aquesta manera, els seus practicants poden treballar professionalment per museus, o bé poden realitzar la seva tasca a nivell d'aficionat, com pot ser el cas de caçadors, pescadors, entusiastes de l'afició, etc. Solen tenir coneixements tècnics en aspectes tan variats com l'anatomia, l'escultura, la pintura, la dissecció o el tractament de pells per poder practicar la seva afició.
És important, però, no confondre taxidèrmia amb taxonomia, terme que s'usa per denominar a la ciencia de la classificació (normalment associada a la biologia).

## Mètodes
Una de les tècniques més comunes emprada pels taxidermistes moderns és congelar l'animal, normalment en una cambra frigorífica. A continuació, es treu la pell, la qual haurà de ser curosament tractada. Els músculs, ossos i altres parts són submergides en guix per crear un motlle de l'animal, mitjançant el qual es crearà una escultura en fibra de vidre que es cobrirà amb la pell de l'animal. Normalment, s'utilitzen ulls de vidre, i també en molts casos dentadures postisses, en funció de l'estat original del subjecte.
Per altra banda, existeix una tècnica en alça, basada a congelar en sec l'animal. Encara que només és possible dur-ho a terme amb aus i rèptils. És un mètode més ràpid i senzill que el tradicional. S'utilitza força per a certs souvenirs com clauers, etc.